# Hockey sur gazon aux Jeux olympiques d'été de 1936
Navigation
Los Angeles 1932 Londres 1948
L'article Hockey sur gazon aux Jeux olympiques d'été de 1936 présente les résultats de l'épreuve de Hockey sur gazon aux Jeux olympiques d'été de 1936.

## Photographie

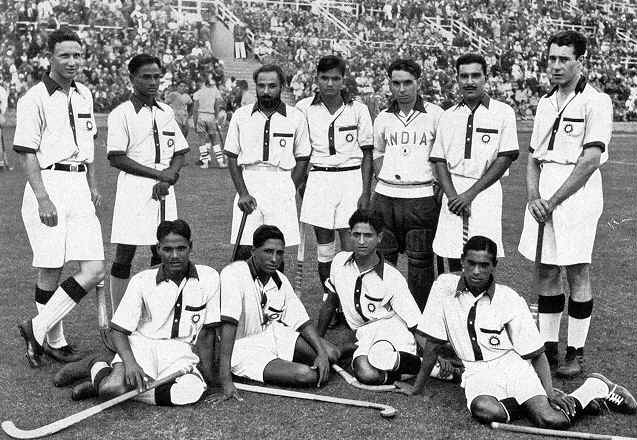
L'équipe indienne, championne olympique.

## Classement
| Médaille                                                         | Joueurs | Équipe    |
| Médaille d'or, Jeux olympiques                                   | Richard James Allen, Calyle Carrol Tapsell, Mohd Hussain, Baboo Narsoo Nimal, Earnest John Goodsir-Cullen, Joseph Galibardy, Shabban Shahab-ud-Din, Iqtidar Ali Shah Dara, Dhyan Chand, Roop Singh Bais, Syed Mohd Jafar, Lionel Emmett, Peter Paul Fernandez, Garewal Gurcharan Singh, Ahsan Mohd Khan, Murza Nasir-ud-Din Masood, Cyril James Michie, Joseph Phillip, Ahmed Sher Khan Sher | Inde      |
| Médaille d'argent, Jeux olympiques                               | Karl Dröse, Herbert Kemmer, Erich Zander, Alfred Gerdes, Erwin Keller, Heinz Schmalix, Harald Huffmann, Werner Hamel, Kurt Weiß, Hans Scherbart, Fritz Messner, Rudolf Warnholtz, Detlef Okrent, Hermann Auf der Heide, Heinrich Peter, Carl Menke, Heinz Raack, Paul Mehlitz, Ludwig Beisiegel, Carl Ruck, Erich Cuntz, Werner Kubitzki                                                     | Allemagne |
| Médaille de bronze, Jeux olympiques                              | Jan de Looper, Reindert Berend Jan de Waal, Max Westerkamp, Hendrik Christaan de Looper, Rudolf Jacob van der Haar, Antoine Robert Onslow van Lierop, Pieter Adriaan Gunning, Hans Schnitger, Ernst van den Berg, Agathon de Roos, René Sparenberg, Carl Erik Heijbroek | Pays-Bas  |
| 4e Il y avait 17 joueurs avec les remplaçants 14 sur le terrain: | gardien de but : André Grenon, Raymond Tixier, Guy Chevalier, Paul Imbault; Claude Gravereaux, Félix Grimonprez, François Verger; Paul Sartorius, Tola Vologe, Joseph Goubert, Claude Soulé, Claude Roques, | France    |